# 2003年J2第43節・最終節
2003年J2第43節・最終節（2003ねんジェイツーだいよんしゅうさんせつ・さいしゅうせつ）とは、2003年（平成15年）11月15日に行われた日本プロサッカーリーグ(Jリーグ)ディビジョン2 (J2) 第43節、並びに同年11月23日に行われたJリーグ ディビジョン2第44節（最終節）の試合のことを指す。本項では特に、第42節終了時点でJリーグ ディビジョン1 (J1) 昇格の可能性があったサンフレッチェ広島、アルビレックス新潟、川崎フロンターレの試合を本記事で記す。
なお、正式にJ1昇格には2位以内確定後に、Jリーグ理事会での承認が必要になるが、2013年シーズンまでJ1昇格にあたって理事会での承認が得られなかったケースが存在しないため、便宜上「J2での2位以内確定」をもって「J1昇格」と記すことにする。

## 第43節までの経緯
2003年のJ2は、前シーズンのJ1年間成績下位2チームの広島、コンサドーレ札幌を含む12チームによる4回戦総当たり（各チーム44試合・全44節）により行われた。
第1クール（第1節-第11節）では、開幕戦の引き分け後10連勝で独走した広島が一歩前に出た格好となったが、第2クール（第12節-第22節）以降はJ2の過密日程と他チームの徹底マークにあって勢いを落とし、2位以下との差が徐々に詰まっていく。第3クール（第23節-第33節）に入っても広島の失速傾向は収まらず、ホームで圧倒的な勝率を誇る前年3位の新潟が次第にその差を詰め、第24節で広島をとらえて首位を奪取する。
第4クール（第34節-第44節）開始時点では2位広島に勝ち点差6を付け、悲願の昇格が目前となった首位新潟だったが、上位争いの直接対決である第35節広島戦・第37節川崎戦にいずれも敗れて差を詰められ、第4クールに入って全勝の川崎を交えた三つどもえの展開となり、第39節終了時点で昇格争いは首位新潟、2位川崎、3位広島の、勝ち点差2の中にひしめく3チームに絞られた。
| 順 | チーム             | 試 | 勝 | 分 | 敗 | 得 | 失 | 差  | 点 | 昇格または降格 |
| -- | ------------------ | -- | -- | -- | -- | -- | -- | --- | -- | -------------- |
| 1  | アルビレックス新潟 | 39 | 24 | 6  | 9  | 70 | 34 | +36 | 78 | J1昇格         |
| 2  | 川崎フロンターレ   | 39 | 22 | 11 | 6  | 79 | 40 | +39 | 77 | J1昇格         |
| 3  | サンフレッチェ広島 | 39 | 22 | 10 | 7  | 57 | 31 | +26 | 76 |                |
| 4  | ヴァンフォーレ甲府 | 39 | 17 | 10 | 12 | 52 | 41 | +11 | 61 | J1昇格消滅     |

その後、新潟と広島が1勝1分け、川崎が1敗1分けで迎えた2003年11月9日の第42節、勝てば広島・川崎の動向次第で昇格が確定する新潟はホームで横浜FCに快勝。川崎はアビスパ福岡に前半ロスタイムに先制されるも、後半一挙5得点を奪いホームで逆転勝ちして一縷の望みをつなぐ。一方、モンテディオ山形とアウェーで対戦した広島は、先制するも後半ロスタイムに山形のロングスローからFW中村幸聖に同点ゴールを決められ、勝ち点3を逃して新潟との差を離されたかに思えた。しかしその直後、今度は広島のロングスローからのこぼれ球をFW松浦宏治が流し込んで、再度勝ち越し。広島が辛くも勝ち点3をもぎ取った。これにより、昇格チームが1チームも確定しないまま、残り2節を迎えることとなった。
| 順 | チーム             | 試 | 勝 | 分 | 敗 | 得 | 失 | 差  | 点 | 昇格または降格 |
| -- | ------------------ | -- | -- | -- | -- | -- | -- | --- | -- | -------------- |
| 1  | アルビレックス新潟 | 42 | 26 | 7  | 9  | 78 | 38 | +40 | 85 | J1昇格         |
| 2  | サンフレッチェ広島 | 42 | 24 | 11 | 7  | 62 | 32 | +30 | 83 | J1昇格         |
| 3  | 川崎フロンターレ   | 42 | 23 | 12 | 7  | 84 | 44 | +40 | 81 |                |

## 第43節

### 第43節 概要
迎えた第43節、3チームは次の対戦を迎えることになった。
- アビスパ福岡 – アルビレックス新潟（東平尾公園博多の森球技場）
- サンフレッチェ広島 - サガン鳥栖（広島ビッグアーチ）
- 湘南ベルマーレ - 川崎フロンターレ（平塚競技場）

※開始予定時刻はすべて15:00。左側がホームチーム。太字はJ1昇格の可能性があるチーム。
この節では新潟と広島にJ1昇格決定の可能性があり、場合によっては新潟・広島の昇格が共に決まる可能性があった。さらに新潟はJ2優勝が決まる可能性もあった。この節での昇格・優勝決定条件は以下の通り。
- 新潟：勝てば広島・川崎の勝敗に関係なく昇格決定。その上で広島が引き分け以下の場合は優勝も決定。引き分けの場合は広島・川崎が両方とも勝たなければ昇格決定。敗れた場合は広島・川崎のどちらかが敗れるか、両方とも引き分けた場合に昇格決定。なお引き分け以下の場合は今節での優勝決定はないが、新潟引き分け・広島敗戦・川崎引き分け以下の場合は優勝が決定的となる[注 2]。
- 広島：勝利の上で、川崎が引き分け以下の場合昇格決定。

### 第43節 前半
15:04に福岡と平塚で、1分遅れて広島でキックオフ。
最初に試合が動いたのはビッグアーチだった。6分、広島FW中山元気がヘディングで落としたボールをFWマルセロが決めて広島が先制する。
福岡 0 – 0 新潟
広島 1 – 0 鳥栖
湘南 0 – 0 川崎
|   | 順位 | チーム             | 勝点 | 勝利 | 引分 | 敗戦 | 得点 | 失点 | 得失点差 | 備考   |
| - | ---- | ------------------ | ---- | ---- | ---- | ---- | ---- | ---- | -------- | ------ |
| - | 1    | アルビレックス新潟 | 86   | 26   | 7    | 9    | 78   | 38   | +40      | J1昇格 |
| - | 2    | サンフレッチェ広島 | 86   | 25   | 11   | 7    | 63   | 32   | +31      | J1昇格 |
| - | 3    | 川崎フロンターレ   | 81   | 23   | 12   | 7    | 84   | 44   | +40      |        |

次に試合が動いたのは平塚。開始早々は湘南に押し込まれる場面もあった川崎だが、徐々に支配率を高め、26分に川崎MF長橋康弘の30mドリブル突破からFWジュニーニョにスルーパス。これをジュニーニョが決めて川崎が先制する。この時点で終われば、3強の昇格争いは最終節にもつれ込むことになる（ただし、得失点差の関係で新潟が有利な状況ではあった）。
福岡 0 – 0 新潟
広島 1 – 0 鳥栖
湘南 0 – 1 川崎
|   | 順位 | チーム             | 勝点 | 勝利 | 引分 | 敗戦 | 得点 | 失点 | 得失点差 | 備考 |
| - | ---- | ------------------ | ---- | ---- | ---- | ---- | ---- | ---- | -------- | ---- |
| - | 1    | アルビレックス新潟 | 86   | 26   | 7    | 9    | 78   | 38   | +40      |      |
| - | 2    | サンフレッチェ広島 | 86   | 25   | 11   | 7    | 63   | 32   | +31      |      |
| - | 3    | 川崎フロンターレ   | 84   | 24   | 12   | 7    | 85   | 44   | +41      |      |

先制後守りを固めた広島だったが、必要以上にゾーンを下げたためか鳥栖に押し込まれる場面を作られ、35分に、鳥栖のセットプレーからFW鳴尾直軌に同点ゴールを決められ、試合は振り出しに戻る。これにより、新潟昇格決定の可能性が再浮上した。
福岡 0 – 0 新潟
広島 1 – 1 鳥栖
湘南 0 – 1 川崎
|   | 順位 | チーム             | 勝点 | 勝利 | 引分 | 敗戦 | 得点 | 失点 | 得失点差 | 備考   |
| - | ---- | ------------------ | ---- | ---- | ---- | ---- | ---- | ---- | -------- | ------ |
| - | 1    | アルビレックス新潟 | 86   | 26   | 7    | 9    | 78   | 38   | +40      | J1昇格 |
| ↑ | 2    | 川崎フロンターレ   | 84   | 24   | 12   | 7    | 85   | 44   | +41      |        |
| ↓ | 3    | サンフレッチェ広島 | 84   | 24   | 12   | 7    | 63   | 33   | +31      |        |

一方、博多の森では、中盤を支配し左サイドのMF古賀誠史とDFアレックスの連携で新潟の右サイドを攻略する福岡と、前線に残ったFW上野優作を軸に少ないパスでチャンスを繰り出す新潟による一進一退の攻防が続いていたが、39分、右サイドに開いた福岡FW福嶋洋がFWベンチーニョに送ったパスが新潟の守備陣形を崩し、ベンチーニョがゴールをきめて福岡が先制する。この時点で新潟の昇格確定の可能性が一旦消滅した。
福岡 1 – 0 新潟
広島 1 – 1 鳥栖
湘南 0 – 1 川崎
|   | 順位 | チーム             | 勝点 | 勝利 | 引分 | 敗戦 | 得点 | 失点 | 得失点差 | 備考 |
| - | ---- | ------------------ | ---- | ---- | ---- | ---- | ---- | ---- | -------- | ---- |
| - | 1    | アルビレックス新潟 | 85   | 26   | 7    | 10   | 78   | 39   | +39      |      |
| - | 2    | 川崎フロンターレ   | 84   | 24   | 12   | 7    | 85   | 44   | +41      |      |
| - | 3    | サンフレッチェ広島 | 84   | 24   | 12   | 7    | 63   | 33   | +30      |      |

このまま前半を終了すると思われたが、ビッグアーチで前半終了間際の43分にマルセロが受けたファールからフリーキックを獲得。これをMF森崎浩司が直接決めて広島が再び勝ち越し。このまま、各スタジアムとも前半を終了する。
福岡 1 – 0 新潟
広島 2 – 1 鳥栖
湘南 0 – 1 川崎
|   | 順位 | チーム             | 勝点 | 勝利 | 引分 | 敗戦 | 得点 | 失点 | 得失点差 | 備考 |
| - | ---- | ------------------ | ---- | ---- | ---- | ---- | ---- | ---- | -------- | ---- |
| ↑ | 1    | サンフレッチェ広島 | 86   | 25   | 11   | 7    | 64   | 33   | +31      |      |
| ↓ | 2    | アルビレックス新潟 | 85   | 26   | 7    | 10   | 78   | 39   | +39      |      |
| ↓ | 3    | 川崎フロンターレ   | 84   | 24   | 12   | 7    | 85   | 44   | +41      |      |

### 第43節 後半
46分、平塚では湘南MF坂本紘司のクロスボールにFW石原直樹があわせてシュート。これを川崎GK吉原慎也が弾いて防ぐも、これが川崎MFアウグストの背中に当たってそのまま湘南ゴールに吸い込まれるという不運。痛恨のオウンゴールで湘南に追いつかれ、広島に昇格決定の可能性が再浮上する。
福岡 1 – 0 新潟
広島 2 – 1 鳥栖
湘南 1 – 1 川崎
|   | 順位 | チーム             | 勝点 | 勝利 | 引分 | 敗戦 | 得点 | 失点 | 得失点差 | 備考   |
| - | ---- | ------------------ | ---- | ---- | ---- | ---- | ---- | ---- | -------- | ------ |
| - | 1    | サンフレッチェ広島 | 86   | 25   | 11   | 7    | 64   | 33   | +31      | J1昇格 |
| - | 2    | アルビレックス新潟 | 85   | 26   | 7    | 10   | 78   | 39   | +39      |        |
| - | 3    | 川崎フロンターレ   | 82   | 23   | 13   | 7    | 85   | 45   | +40      |        |

勝って最終節の広島戦に挑みたい川崎はここから猛攻を仕掛け、68分にはペナルティエリアの少し手前で受けたFKを川崎MFアウグストが直接蹴り込み、川崎が再び勝ち越しに成功。再度最終節に持ち込まれるシチュエーションとなる。
福岡 1 – 0 新潟
広島 2 – 1 鳥栖
湘南 1 – 2 川崎
しかしその直後の69分、今度は博多の森で試合が動く。新潟DF安英学からポストの位置で受けたFW上野がボールを左のスペースへ送ると、そこに走りこんだFWファビーニョがボレーを叩き込んで、新潟が同点に追いつく。
福岡 1 – 1 新潟
広島 2 – 1 鳥栖
湘南 1 – 2 川崎
|   | 順位 | チーム             | 勝点 | 勝利 | 引分 | 敗戦 | 得点 | 失点 | 得失点差 | 備考 |
| - | ---- | ------------------ | ---- | ---- | ---- | ---- | ---- | ---- | -------- | ---- |
| - | 1    | アルビレックス新潟 | 86   | 26   | 8    | 9    | 79   | 39   | +40      |      |
| - | 2    | サンフレッチェ広島 | 86   | 25   | 11   | 7    | 64   | 33   | +31      |      |
| - | 3    | 川崎フロンターレ   | 84   | 24   | 12   | 7    | 86   | 45   | +41      |      |

77分、平塚では湘南MF坂本紘司のあげたクロスがそのままゴールに吸い込まれ、湘南が再び同点に追いつく。これにより川崎は絶体絶命のピンチに追い込まれた。
福岡 1 – 1 新潟
広島 2 – 1 鳥栖
湘南 2 – 2 川崎
|   | 順位 | チーム             | 勝点 | 勝利 | 引分 | 敗戦 | 得点 | 失点 | 得失点差 | 備考   |
| - | ---- | ------------------ | ---- | ---- | ---- | ---- | ---- | ---- | -------- | ------ |
| - | 1    | アルビレックス新潟 | 86   | 26   | 8    | 9    | 79   | 39   | +40      | J1昇格 |
| - | 2    | サンフレッチェ広島 | 86   | 25   | 11   | 7    | 64   | 33   | +31      | J1昇格 |
| - | 3    | 川崎フロンターレ   | 82   | 23   | 13   | 7    | 86   | 46   | +40      |        |

このまま終わって広島と新潟の同時昇格決定かと思われた終了間際、博多の森で劇的な展開が起こる。この試合、13,000人を超える観衆を集めた博多の森では対新潟3連敗中の福岡が意地を見せ、86分に新潟ゴール前で福岡FWベンチーニョとDFアレックスが強引にボールを前に運ぼうとしたところ、ペナルティエリアの外側に居た福岡DF古賀のところにボールがこぼれ、古賀はここからミドルシュート。これが決まって福岡が土壇場で勝ち越しに成功。新潟の反町康治監督をして「フットボールというゲームの怖さを感じた試合」と表現した一戦は福岡の勝利で試合終了。ビッグアーチと平塚のゲームもこのまま終了し、新潟が敗戦、広島が勝利、川崎は引き分けという結果に終わった。
福岡 2 – 1 新潟（試合終了）
広島 2 – 1 鳥栖（試合終了）
湘南 2 – 2 川崎（試合終了）
| 順 | チーム                 | 試 | 勝 | 分 | 敗 | 得 | 失 | 差  | 点 | 昇格または降格 |
| -- | ---------------------- | -- | -- | -- | -- | -- | -- | --- | -- | -------------- |
| 1  | サンフレッチェ広島 (P) | 43 | 25 | 11 | 7  | 64 | 33 | +31 | 86 | J1昇格         |
| 2  | アルビレックス新潟     | 43 | 26 | 7  | 10 | 79 | 40 | +39 | 85 | J1昇格         |
| 3  | 川崎フロンターレ       | 43 | 23 | 13 | 7  | 86 | 46 | +40 | 82 |                |

この結果、小野剛監督の公約でもあった広島が1年でのJ1復帰を果たす。また新潟が敗戦したため、わずかながら川崎にも昇格の可能性が残ったが、川崎にとっては痛すぎる引き分けとなった。
一方、広島に敗れた鳥栖は第17節から27試合連続無勝利となり、2000年にヴァンフォーレ甲府が記録した26試合連続無勝利を更新するJリーグワースト記録となってしまった。

### 第43節 試合データ
| 2003年11月15日 15:05 |

| サンフレッチェ広島           | 2 - 1      | サガン鳥栖    |
| マルセロ 6分 · 森崎浩司 44分 | 公式データ | 鳴尾直軌 35分 |

| 広島ビッグアーチ 観客数: 22,052人 主審: 砂川恵一 |

| 2003年11月15日 15:04 |

| 湘南ベルマーレ              | 2 - 2      | 川崎フロンターレ                    |
| 68分 (o.g.) · 坂本紘司 77分 | 公式データ | ジュニーニョ 26分 · アウグスト 68分 |

| 平塚競技場 観客数: 7,092人 主審: 北村央春 |

| 2003年11月15日 15:04 |

| アビスパ福岡                      | 2 - 1      | アルビレックス新潟 |
| ベンチーニョ 39分 · 古賀誠史 86分 | 公式データ | ファビーニョ 69分  |

| 東平尾公園博多の森球技場 観客数: 13,921人 主審: 柏原丈二 |

## 最終節

### 最終節 概要
迎えた11月23日の最終節の組み合わせは以下の通り。最終節に上位争いの直接対決が組まれるという組み合わせの妙となった。
- アルビレックス新潟 - 大宮アルディージャ （ビッグスワン）
- 川崎フロンターレ - サンフレッチェ広島（等々力陸上競技場）

※開始予定時刻はすべて13:00。左側がホームチーム。太字はJ1昇格決定または可能性のあるチーム。
前節で広島のJ1昇格が決定し、残る1枠を新潟と川崎で争う構図であったが、川崎勝利・新潟敗戦の場合のみ川崎昇格、それ以外は新潟が昇格するという状況であった。また
優勝争いは広島と新潟に絞られていたが、優勝の条件は以下の通りである。
- 広島：勝てば新潟の結果に関係なく優勝決定。引き分けの場合は新潟が引き分け以下、敗れた場合は新潟も敗れれば優勝。
- 新潟：勝利の場合は広島が引き分け以下の場合優勝、引き分けの場合は広島が敗れれば優勝。

新潟にとっては引き分け以上で昇格は決定、広島の結果如何では優勝も決まるが、敗れれば昇格を逃す可能性もあった。新潟の相手はここまで3連勝中の大宮で、しかもここまで15勝4分2敗と圧倒的勝率を誇るホーム・ビッグスワンでの試合であり、状況的には新潟が圧倒的に優位であるが、川崎もここまで広島に負けなし（1勝2分け）であり、予断を許さない状況でもあった。
注目度の高さは、NHKがJ2では通常行っていなかった衛星放送(BS1)での中継（録画中継）を行うほどであった。

### 最終節 前半
13:04に等々力で、1分後の13:05にビッグスワンでキックオフ。
ビッグスワンでは、ホームの4万人超の大声援を受けた新潟が序盤から攻勢に出る。10分、J2得点王となった新潟FWマルクスのフリーキックが大宮DFに弾かれ、ペナルティエリア内で混戦となった後、新潟FW上野優作が大宮GK安藤智安のタイミングを外すシュート。これがゴールに吸い込まれ、新潟が先制する。
新潟 1 – 0 大宮
川崎 0 – 0 広島
|   | 順位 | チーム             | 勝点 | 勝利 | 引分 | 敗戦 | 得点 | 失点 | 得失点差 | 備考   |
| - | ---- | ------------------ | ---- | ---- | ---- | ---- | ---- | ---- | -------- | ------ |
| ↑ | 1    | アルビレックス新潟 | 88   | 27   | 7    | 9    | 80   | 40   | +40      | J1昇格 |
| ↓ | 2    | サンフレッチェ広島 | 87   | 25   | 12   | 7    | 64   | 33   | +31      | J1昇格 |
| - | 3    | 川崎フロンターレ   | 83   | 23   | 14   | 7    | 86   | 46   | +40      |        |

一方、等々力では、攻める川崎に対して広島が自陣ゴール前でブロックをつくって守り、そこからカウンターを狙うという展開が続いたが、23分、川崎がやや遠目の位置で得たフリーキックのチャンスをDFアウグストが直接決めて逆転昇格へ望みをつなぎたい川崎が先制点を挙げる。
新潟 1 – 0 大宮
川崎 1 – 0 広島
|   | 順位 | チーム             | 勝点 | 勝利 | 引分 | 敗戦 | 得点 | 失点 | 得失点差 | 備考   |
| - | ---- | ------------------ | ---- | ---- | ---- | ---- | ---- | ---- | -------- | ------ |
| - | 1    | アルビレックス新潟 | 88   | 27   | 7    | 9    | 80   | 40   | +40      | J1昇格 |
| - | 2    | サンフレッチェ広島 | 86   | 25   | 11   | 8    | 64   | 34   | +30      | J1昇格 |
| - | 3    | 川崎フロンターレ   | 85   | 24   | 13   | 7    | 87   | 46   | +41      |        |

さらに2点目を狙う川崎だったが、35分、逆に広島がMF服部公太の突破からMFサンパイオとのコンビネーションでPKを獲得。これをFWマルセロが決めて広島が同点に追いつく。同点に追いつかれた川崎は再び猛攻を仕掛けるも得点に至らず、前半は同点のまま終了した。
一方、ビッグスワンでは新潟先制の後は互角のボール支配率となり、新潟DF高橋直樹のフリーキックや大宮FWバレーのシュートがいずれもゴール脇をかすめるなど、両者とも何度か決定機を迎えるも得点には至らず、新潟1点リードのまま前半を終了する。
新潟 1 – 0 大宮
川崎 1 – 1 広島
新潟が1点リードで折り返したのに対し、川崎は同点で折り返した為、川崎は後半で勝ち越すことと、新潟が2点取られることが必須となり、川崎はやや苦しい展開で後半を迎えることとなった。
|   | 順位 | チーム             | 勝点 | 勝利 | 引分 | 敗戦 | 得点 | 失点 | 得失点差 | 備考   |
| - | ---- | ------------------ | ---- | ---- | ---- | ---- | ---- | ---- | -------- | ------ |
| - | 1    | アルビレックス新潟 | 88   | 27   | 7    | 9    | 80   | 40   | +40      | J1昇格 |
| - | 2    | サンフレッチェ広島 | 87   | 25   | 12   | 7    | 65   | 34   | +31      | J1昇格 |
| - | 3    | 川崎フロンターレ   | 83   | 23   | 14   | 7    | 87   | 47   | +40      |        |

### 最終節 後半
後半に入り、ビッグスワンでは大宮が猛反撃に出る。大宮は左サイドのDF村田達哉のオーバーラップからのクロスボールなどで何度も新潟ゴール前に迫るが、自陣深い位置での守りに切り替えた新潟が得点を許さない。一方、等々力でも川崎の猛攻を広島が自陣深い位置でのブロックで跳ね返し続けるという構図が続き、共に膠着状態が続く。
なかなか攻めに転じることが出来ない広島は、小野剛監督がMF大木勉に替えてFW高橋泰を投入し、システムを4-3-3に変えて、より攻撃的な布陣に切り替えようとした。
しかしその直前の81分、広島からボールを奪った川崎がカウンターに転じ、FWジュニーニョとFWホベルチとのワンツーで突破し、ジュニーニョのパスを受けたFW我那覇和樹がペナルティエリア右隅からシュート。これが決まって川崎が勝ち越しに成功する。
新潟 1 – 0 大宮
川崎 2 – 1 広島
直後にシステムを変更した広島だったが時既に遅く、「1点を守りきる」意識が統一された川崎の前にゴールを割ることが出来ず、このまま試合終了。広島は開幕戦でロスタイムに失点して川崎と引き分け（第1クールで唯一の未勝利）、第10節ではシーズン初黒星を喫するなど、節目節目で川崎に勝てず、このシーズン川崎に未勝利（2分け2敗）に終わり、J2優勝を逃した。
一方、ビッグスワンでは、62分にFW黒崎久志を、88分にFW磯山和司を投入し、前線を分厚くしてパワープレーを仕掛ける大宮の攻撃を、新潟が高い集中力で必死に食い止め、そのまま試合終了。新潟が悲願のJ1昇格を果たし、J2優勝のタイトルも獲得した。
等々力では試合終了直後にビッグスワンの結果が伝えられ、ピッチ上では、試合を終えた川崎の選手たちがうつろな表情を浮かべ、ベンチも勝利に酔いしれることなく沈黙した。結局川崎は勝ち点1差でJ1昇格を逃すことになったが、「勝ち点1差でのJ1（Jリーグ）昇格失敗」は、川崎にとっては1997年（当時旧・JFL）に続いて2度目、監督の石崎信弘にとっては大分トリニータ（当時J2)監督時代の1999年・2000年に続き3度目である。
新潟 1 – 0 大宮（試合終了）
川崎 2 – 1 広島（試合終了）
| 順 | チーム                    | 試 | 勝 | 分 | 敗 | 得 | 失 | 差  | 点 | 昇格または降格 |
| -- | ------------------------- | -- | -- | -- | -- | -- | -- | --- | -- | -------------- |
| 1  | アルビレックス新潟 (C, P) | 44 | 27 | 7  | 10 | 80 | 40 | +40 | 88 | J1昇格         |
| 2  | サンフレッチェ広島 (P)    | 44 | 25 | 11 | 8  | 65 | 34 | +31 | 86 | J1昇格         |
| 3  | 川崎フロンターレ          | 44 | 24 | 13 | 7  | 88 | 47 | +41 | 85 |                |

### 最終節 試合データ
| 2003年11月23日 13:04 |

| 川崎フロンターレ                  | 2 - 1      | サンフレッチェ広島 |
| アウグスト 23分 · 我那覇和樹 81分 | 公式データ | マルセロ 35分      |

| 等々力陸上競技場 観客数: 22,087人 主審: 上川徹 |

| 2003年11月23日 13:04 |

| アルビレックス新潟 | 1 - 0      | 大宮アルディージャ |
| 上野優作 10分      | 公式データ |                    |

| 新潟スタジアム 観客数: 42,223人 主審: 松村和彦 |

## エピソード
- 最終節のビッグスワンに集まった観衆は公式記録42,223人。これは当時、J2における最多入場者数記録となっており[12]、2023年7月16日に行われた清水vs千葉（国立）で47,628人の入場者数を記録するまでJ2最多観客動員記録であった[13]。また、この年の新潟の平均入場者数は30,339人で、J2としては歴代最多となっている。
- 試合後、川崎監督の石崎信弘は昇格を逸した責任を取って契約満了をもって退任することが発表された[14]。しかし12月7日に等々力で行われた第83回天皇杯2回戦・国見高校戦では試合終了後、最後となるホームグラウンドで「お別れの挨拶」をサポーターの前ですると、グラウンド内に進入したサポーターたちに、つづいて選手たちに胴上げされた[15]。

### 注記
1. ↑  最終節に広島と川崎が直接対決するため、新潟はこの節終了時点で広島と川崎のどちらかに勝ち点4以上の差を付けるか、広島・川崎の一方に勝ち点1以上、もう一方に勝ち点2以上の差を付ければ、昇格決定であった。
2. ↑  この場合、新潟と広島は勝ち点差3なので広島の優勝可能性は残るが、新潟は得失点差で最低でも11上回り、最終節で得失点差が逆転される可能性が極めて低いため。
3. ↑  鳥栖は最終節も引き分けで、28試合連続無勝利のままシーズン終了。2004年の第3節で勝利するまで2シーズンに渡り30試合連続無勝利となった。なお2016年シーズン終了時点での連続無勝利のワースト記録は、2010年から2011年にかけてギラヴァンツ北九州が記録した35（1シーズン内では2010年の33）である。